# Iglesia de Nuestra Señora de la Asunción (Sallent de Gállego)
La Iglesia Parroquial de Nuestra Señora de la Asunción, en Sallent de Gállego (Provincia de Huesca, España), es un templo de estilo gótico tardío construido en el siglo XVI sobre una edificación románica anterior. Hoy en día su volumen queda, en parte, oculto por varias construcciones adosadas en su lado occidental, que se integran en el conjunto por estar realizadas, al igual que la iglesia, en mampostería combinada con sillar en las esquinas y tener asimismo cubiertas de pizarra. 
Consta de una nave única de dos tramos cubierta con bóvedas de crucería estrellada, capillas laterales a ambos lados del primer tramo y ábside poligonal. Cuenta con una sacristía en el lado septentrional de la cabecera, un coro alto a los pies y una torre de planta cuadrada y tres cuerpos en su ángulo suroccidental. La torre fue la antigua Cárcel de la villa, adaptándose como campanario en el siglo XVI al reedificarse la iglesia.
El acceso se realiza por el lado meridional a través de un desnivel salvado por un sistema rampas y escaleras. 

## Historia
Del primitivo templo de estilo románico, únicamente se conserva un crismón que se encuentra en el dintel de la entrada actual.
En el año 1524, D. Juan de Lanuza, sallentino, primer Justicia de Aragón, Virrey de Aragón y Comendador de la Orden de Calatrava, decide erigirse una capilla adecuada a su rango y categoría. Contrata a D. Juan de Segura, un arquitecto residente en Jaca. Hace la nueva capilla sobre una pequeña rómanica primitiva. Originalmente, la edificación solo ocupaba la bóveda de lo que hoy es el presbiterio. En el contrato se describe como ha de ser: "ha de tener un crucero, que se asista sobre ocho ángeles, uno de ellos con el escudo de los Lanuza. Del primero a de haber una inscripción, la que Señoría mande. El crucero ha de tener 28 claves, 8 cruces de Calatrva y 4 ventanas". Y así es como hoy podemos observer la iglesia. La inscripción antes mencionada es el Magnificat. D. Juan de Lanuza muere en 1535 sin ver terminada completamente su capilla. D. Bernat de Betbedé es el encargado de terminar las bóvedas del centro y del fondo. A finales de 1538, queda terminada la iglesia tal y como hoy se puede disfrutar tras quince años de construir esta magnífica obra de arquitectura.
En el lado de la epístola se encuentra un cuadro del Cristo de Burgos y en el lado del evangelio uno del arcángel Jegudiel, ambos del siglo XVII y enmarcados en retablos gemelos. También destacan un cuadro en el que están representados la Virgen del Pilar, san Roque y san Sebastián (siglo XVII), otro dedicado a san Pascual Bailón (siglo XVIII) y un tercero con la imagen del San Miguel de Guido Reni.
También cuenta con un retablo de principios del siglo XVII con escenas de la Anunciación, la Epifanía, la Visitación y la Adoración de los pastores; y otro retablo renacentista dedicado a san Sebastián procedente de la iglesia de Ruesta.
En la parad norte del coro se colocó, alrededor del siglo XVII, un gran órgano de tubos, vendido hacia la segunda mitad del siglo XX y del que únicamente se conservan dos columnas de la caja.
Entre las joyas que aún se conservan, hay que señalar la preciosa custodia de principios del siglo XVII de bronce con esmaltes de temas florales, una cruz de plata con reliquias de los Innumerables Mártires de Zaragoza y la preciosa arqueta del sagrario para el monumento de Semana Santa adornada con ricos bordados de seda. Se han rescatado los bordados de las cenefas y capillo de una capa pluvial del siglo XV. En el coro se conserva un facistol del siglo XVII pintado con motivos vegetales y adornado con roleos. Y, finalmente, hay que destacar las preciosas calajeras o armarios para los ornamentos litúrgicos, existente en la sacristía, adornadas con incrustaciones de boj y fechado en 1667.
En 1813 fue saqueado el templo durante las invasiones francesas perdiéndose parte de las jocalías y los libros parroquiales de bautismos, matrimonios y defunciones.
Las campanas que actualmente se encuentran en la torre de la iglesia datan de finales del siglo XIX.
En 1983 se construyen el altar mayor y el ambón, ambos obra de los Hermanos Albareda de Zaragoza.
El 8 de diciembre de 1990 fue bendecida la imagen de la Nuestra Señora la Virgen de las Nieves, patrona de la localidad, realizada por José Manuel Rodríguez Vázquez.
En abril de 1993 comenzó una profunda restauración, tanto del interior del templo como de todos sus retablos, que no finalizó hasta el año 2005.
En el año 2010, la iglesia adquirió un pequeño órgano de tubos.
El día 21 de junio de 2011, contó con la presencia de la Cruz de la Jornada Mundial de la Juventud y del Icono de la Virgen María "Saulis Populi Romani" en su recorrido por las diócesis de España.

## Retablo mayor

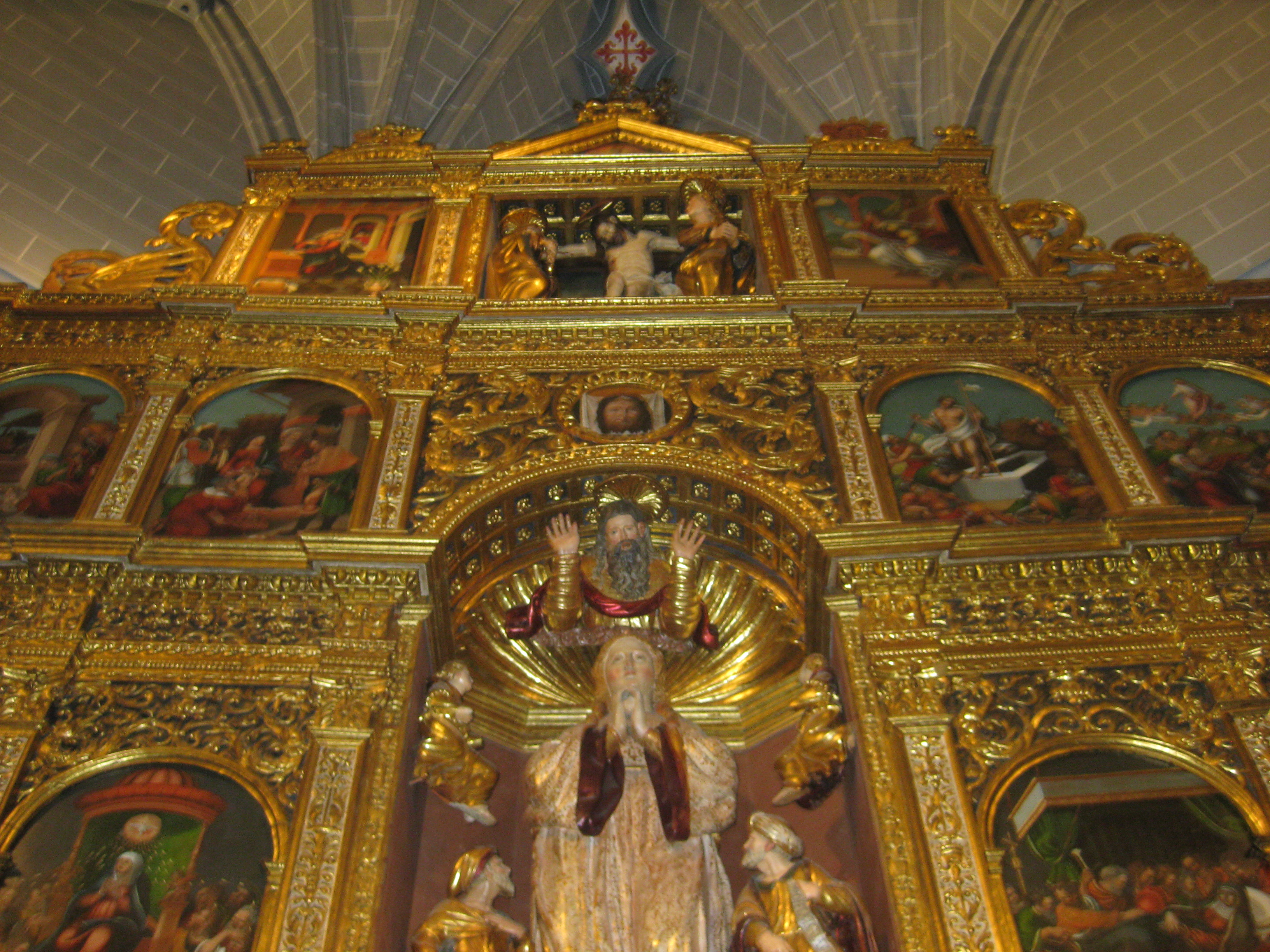
Detalle del retablo mayor.

Construido en el año 1537 en Zaragoza, fue colocado tal y como lo podemos ver hoy el día 21 de octubre del mismo año. Sus dimensiones son de 6,50 x 4,85 metros. Es de estilo plateresco. D. Juan de Lanuza manda en su testamento que se haga un retablo, de los que se encargan sus albeceas. Buscan a la mejor gente de su tiempo: D. Juan de Moreto (carpintero y escultor), D. Martín García y D. Antón de Plasencia (Pintores). Los tres residen en Zaragoza, por lo que fue construido el retablo en la capital aragonesa. De los dibujos a lápiz en las tablas se encarga D. Damián Forment, autor de los retablos de la Catedral de Huesca y de la Basílica del Pilar. El 5 de octubre de 1537 es terminado y llevado a Sallent a lomos de una mula. Fue restaurado durante el año 2000.
En la predela seis tables con escenas de la Pasión del Señor: el lavatorio de los pies, la oración en el huerto, el prendimiento, la flagelación, la coronación de espinas y Jesús camino del Calvario. En el centro se halla el sagrario barroco añadido en el siglo XVIII. En el primer piso encontramos a San Benito, la venida del Espíritu Santo, la dormición de la Virgen y a San Bernardo. Encima, la Natividad del Señor en Belén, la adoración de los Reyes, la Resurrección y la Ascensión. En el remate, el Calvario, flanqueado las pinturas del arcángel Gabriel y de la Virgen en el momento de la Anunciación. 
Preside el retablo una imagen de la Concepción de la Virgen flanqueada por dos ángeles y por los profetas Ezequiel e Isaías. Sobre la imagen de la Virgen, se encuentra Dios Padre con sus manos alzadas y abiertas. Sobre la hornacina un tondo con la faz de Cristo sobre el paño de la Verónica.

## Cruz Parroquial

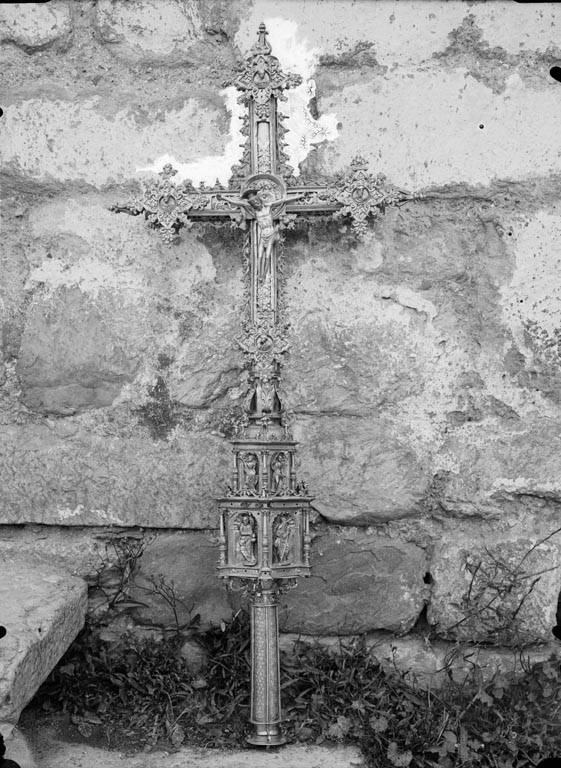
Cruz procesional

Es la de más valor del Valle de Tena y de la Tierra de Biescas. Hecha de plata dorada, posee unas dimensiones de 101 x 46 cm. En la cruz está marcado el año 1551 y se aprecia el estilo renacentista propio de Aragón. Respecto a la autoría se lee la siguiente inscripción: "La hizo Lorenzo Martón, bezino de la Ciudad de Zaragoza, natural del lugar de Sallent". El nudo (o manzana) tiene seis hornacionas con las figuras de San Pablo, San Longinos, San Pedro, San Juan Bautista, San Bartolomé, y Santiago. Sobre él hay un templete con otras figuras santa mártires, como Santa Elena. La cruz tiene dos caras, en el anverso está Cristo crucificado con cuatro medallones con los bustos de los santos Valero, Lorenzo, Pedro y Pablo; y en el reverso la figura de la Virgen María. La cruz se puede observar junto al altar mayor de la iglesia. Es una de las 33 cruces que acuden en romería el Domingo de Pentecostés a la ermita de Santa Elena
Además de la citada cruz procesional, la iglesia cuenta con otra más antigua y sencilla. Recientemente restaurada se conserva en la sacristía de la iglesia. Simplemente, se pueden ver las imágenes de Cristo crucificado por un lado, y por el lado contrario, la de la Virgen María. Según cuentan, era utilizada antiguamente en las procesiones que se llevaba a un difunto.

## Coro de Hombres de la Parroquia de Sallent
La Misa Solemne, la Misa de Difuntos, la Misa de Adviento-Cuaresma, el Ave Maris Stella, el Magnificat y el Miserere, son obras de música religiosa, popular, inspiradas en el gregoriano. La villa de Sallent tiene el honor de haberlas conservado a través de los tiempos y naturalmente, los hombres cantores de estas piezas les han dado su tono y sus candencias personales, propias de esta Villa altoaragonesa, de tal modo que, la Misa solemne ha pasado a llamarse "La Misa de Sallent de Gállego".
La Misa Solemne, que incluye el Introito, Kyrie, Gloria in excelsis, Credo, Sanctus, Laudate y Agnus Dei, se canta el 5 de agosto, el 14 de septiembre, los días de Navidad y de Pascua. La Misa de Difuntos, que incluye el Introito, Kyrie, Secuencia Dies Irae, Sanctus y Agnus Dei, se canta el día 4 o 6 de agosto, el día 13 o 15 de septiembre y el día 2 de noviembre (Conmemoración de Todos los Fieles Difuntos). Existe una Misa propia para los tiempos litúrgicos de Adviento y de Cuaresma compuesta por el Introito, el Kyrie, el Credo, el Sanctus y el Agnus Dei y que se entona algunos domingos dichos tiempos. El Ave Maris Stella, se canta en la Misa Solemne del 5 de agosto en honor a la Virgen de las Nieves y con ocasión de otras fiestas marianas. El Miserere se entona la noche del Viernes Santo, al concluir la Procesión del Entierro. El himno mariano Magnificat, que había caído en desuso, y, aunque, se entonaba entiguamente durante el rezo de Vísperas, ahora se puede oír en algunas misas solemnes.
Es de señalar que estos cantos solo los canta el Coro de Hombres de la Villa de Sallent, de ahí, la importancia de que se mantengan como lo hicieron los antepasados de generación en generación y pueda ser conservados y disfrutados en el futuro.